# Nižné Ladičkovce
Nižné Ladičkovce jsou obec na Slovensku v okrese Humenné v Prešovském kraji ležící na úpatí Ondavské vrchoviny. Žije zde 328 obyvatel.
První písemná zmínka pochází z roku 1478.